# Stesichora multiguttata
Stesichora multiguttata är en fjärilsart som beskrevs av Warren. Stesichora multiguttata ingår i släktet Stesichora och familjen Uraniidae. Inga underarter finns listade i Catalogue of Life.